# Team 60
Il Team 60 è la pattuglia acrobatica svedese che rappresenta la Svenska Flygvapnet, l'aeronautica militare del paese scandinavo.

## Storia

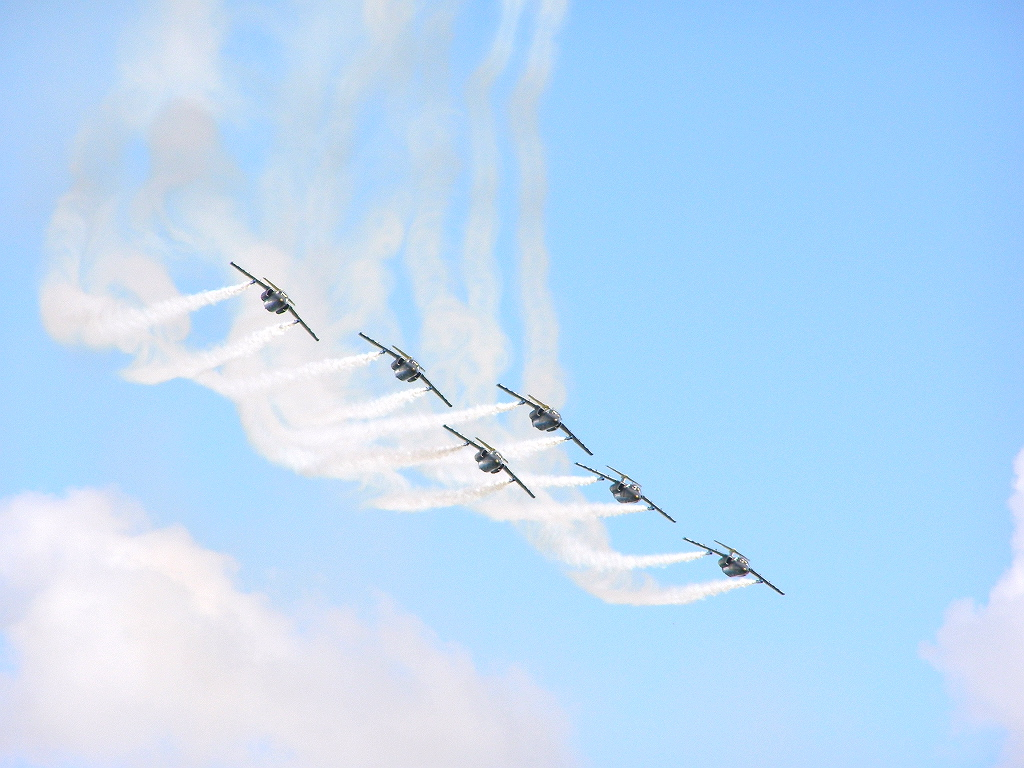
Team 60

Nel 1974 i dirigenti della Sweden Air Force decisero di creare una pattuglia acrobatica. La Team 60 prende il nome dal SK 60, il velivolo utilizzato e da Team termine che vuole dire squadra o gruppo . Un anno dopo la sua fondazione il Team 60 partecipò per la prima volta ad una manifestazione a Göteborg. All'inizio i velivoli del Team 60 erano colorati come gli altri aerei della Sweden Air Force successivamente, agli SK 60 venne data una colorazione specifica e vennero messi due generatori di fumo. Da allora il Team 60 ha preso parte a manifestazioni solo in Europa.

## Flotta
| Velivolo | Numero | Periodo     |
| -------- | ------ | ----------- |
| Saab 105 | 4      | 1974 — 1975 |
| Saab 105 | 6      | 1975 — oggi |